# Frode Løberg
Frode Løberg (Elverum, 23 gennaio 1963) è un ex biatleta norvegese.

## Biografia
In Coppa del Mondo ottenne il primo risultato di rilievo il 17 dicembre 1986 a Hochfilzen (42°) e l'unico podio il 19 gennaio 1991 a Ruhpolding (3°).
In carriera prese parte a due edizioni dei Giochi olimpici invernali, Calgary 1988 (14° nella sprint, 20° nell'individuale, 6° nella staffetta) e Albertville 1992 (8° nell'individuale, 5° nella staffetta) e a quattro dei Mondiali, vincendo due medaglie.

## Palmarès

### Mondiali
- 2 medaglie:
  - 2 argenti (gara a squadre a Lahti 1991; gara a squadre a Novosibirsk 1992)

### Coppa del Mondo
- 1 podio (individuale[1]):
  - 1 terzo posto